# الكشافة الوحيدون
الكشافة الوحيدون هم أعضاء في الحركة الكشفية والذين يكونوا في مناطق نائية أو الذي لا يشاركوا في وحدة الكشافة العادية أو المنظمة. وحيد الكشفية يجب أن تستوفي شروط العضوية في المنظمة الكشفية التي ينتمون إليها، ويكون له قائد كشافة من الكبار أو المستشارين الذي قد يكونوا أحد الوالدين أو الوصي، وزير، والمدرس، أو شخص بالغ آخر. الزعيم أو المستشار يرشد الصبي ويستعرض جميع مراحل الكشفية وطرق النهوض بها. يمكن الكشافة الوحيدون يكون في قسم الكشافة أو أقسام الكبار في السن، وفي بعض البلدان في قسم الشبل أو أقسام للأولاد الصغار. إنهم يتبعون نفس البرنامج في الكشافة أخرى ويمكن أن تقدم في نفس الطريقة كما هو الحال في الكشافة العادية. 
توجد الكشافة الوحيدون في العديد من البلدان في العالم، بما في ذلك أستراليا والمملكة المتحدة وكندا والولايات المتحدة.

## روابط خارجية
- "Boy Scouts of America Fact Sheet:  What Is the Lone Scout Plan?". Boy Scouts of America. مؤرشف من الأصل في 2009-05-24. اطلع عليه بتاريخ 2006-02-04.
- Peterson, Robert (October 2001). Scouting Alone. Scouting Magazine.
- Lone Scouts of South Australia